# Simulium longitruncum
Simulium longitruncum är en tvåvingeart som beskrevs av Zhang och Chen 2003. Simulium longitruncum ingår i släktet Simulium och familjen knott. Inga underarter finns listade i Catalogue of Life.